# ديرك ليمان
ديرك ليمان (بالألمانية: Dirk Lehmann)‏ (مواليد 16 أغسطس 1971)، هو لاعب كرة قدم سابق كان يلعب كمهاجم.

## وصلات خارجية
- ديرك ليمان على موقع رابطة كرة القدم اليابانية للمحترفين (اليابانية)
- ديرك ليمان على موقع قاعدة بيانات كرة القدم.إي يو (الإنجليزية)
- ديرك ليمان على موقع Soccerbase.com (لاعب) (الإنجليزية)
- ديرك ليمان على موقع Soccerway.com (الإنجليزية)
- ديرك ليمان على موقع عالم كرة القدم.نت (الإنجليزية)